# Династија (ТВ серија из 1981, 3. сезона)
Трећа сезона серије Династија премијерно је емитована у Сједињеним Америчким Државама на каналу АБЦ од 27. октобра 1982. године до 20. априла 1983. године. Радња серије коју су створили Ричард и Естер Шапиро, а продуцирао Арон Спелинг, врти се око породице Карингтон, богате породице из Денвера у Колораду.
Главне улоге у другој сезони тумаче: Џон Форсајт као нафтни тајкун и милионер Блејк Карингтон, Линда Еванс као његова нова супруга Кристал, Памела Су Мартин као Блејкова тврдоглава ћерка Фалон, Памела Белвуд као проблематична супруга геолога "Денвер−Карингтона" Клаудија Блајздел, Џон Џејмс као женскарош Џеф Колби, Лојд Бохнер као Џефов Стриц Сесил, Гордон Томсон као Блејков старији син Адам, Кетлин Белер као Џозефова ћерка Кирби, Џефри Скот као Кристалин бивши супруг Семјуел Џенингс, Хедер Локлер као Кристалина сестричина Саманта Џозефин Дин, Џек Колман као Блејков млађи син Стивен, Ли Бергер као кућепазитељ Карингтонових Џозеф Андерс и Џоан Колинс као Блејкова бивша супруга Алексис.

## Развој
У трећој сезони, у Династију је уведен Гордон Томсон у улози Адама Карингтона, Блејковог и Алексисиног најстаријег детета које је отето као новорођенче и никада није било пронађено. Томсон је рекао: "Они су хтели да Адам буде варалица, али им се толико свидео да су одлучили да га задрже. Био сам на проби 13 епизода па су ми продужили на 24". У улогу Стивена Карингтона је ускочио Џек Колман 1983. године, а промена изгледа приписана је пластичној операцији после праска на нафтној бушотини.
Династија је завршила на 5. месту гледаности у Сједињеним Државама током треће сезоне. Априла 1983. године, у епизоди „Претња” први пут је искоришћена реч "кучка" у ударном термину, а и приказана је и туча Кристал и Алексис на језерцету. Епизода је 2009. године завршила на 67. месту списка "Најбољих 100 епизода" часописа ТВ Водич.

## Радња
У трећој сезони, Алексис се удала за Сесила док је био на самрти и наследила је његово друштво "Колби". У међувремену, давно изгубљени Блејков и Алексисин син Адам који је био отет као новорођенче се појавио у Денверу и замало је почео да се забавља са Фалон, али су открили да су брат и сестра. Такође су уведени и Кристалин бивши супруг и тренер тениса Марк Џенингс и ћерка дугогодишњег кућепазитеља Карингтоних Џозефа Кирби. Кирби је почела да се свиђа Адаму, али се удала за Џефа кад се развео од Фалон. Усред сезоне је вест да је Стивен погинуо у несрећи у Индонезији је дошла до Карингтонових. Он је преживео, али је отишао на пластичну операцију па се вратио у Денвер. На крају треће сезоне, Алексис је намамила Кристал у Стивенову викендицу, али су остале закључане унутра док је непознати пироман запалио кућу.

## Улоге

### Главне
- Џон Форсајт као Блејк Карингтон
- Линда Еванс као Кристал Карингтон
- Памела Су Мартин као Фалон Карингтон
- Памела Белвуд као Клаудија Блајздел (епизоде 1-3, 22)
- Џон Џејмс као Џеф Колби
- Лојд Бохнер као Сесил Колби (епизоде 1-3)
- Гордон Томсон као Адам Карингтон
- Кетлин Белер као Кирби Андерс (епизоде 7-24)
- Џефри Скот као Семјуел Џенингс (епизоде 6-24)
- Хедер Локлер као Саманта Џозефин Дин (епизоде 12-13, 20)
- Џек Колман као Стивен Карингтон (епизоде 18-24)
- Ли Бергер као Џозеф Андерс
- Џоан Колинс као Алексис Карингтон

### Епизодне
- Џефри Скот као Семјуел Џенингс (епизода 5)
- Џек Колман као Стивен Карингтон (епизоде 9, 13-14, 16-17)

## Епизоде
| Бр. еп. (укупно) | Бр. еп. (у сезони) | Наслов                 | Редитељ        | Сценариста                                                                | Премијера          | Прод. код | Гледаност у САД-у (милиони) |
| --- | ------------------ | ---------------------- | -------------- | ------------------------------------------------------------------------- | ------------------ | --------- | --------------------------- |
| 38 | 1                  | "Изјава"               | Ирвинг Џ. Мур  | Синопсис: Едвард Де Бласио Сценарио: Ајлин и Роберт Мејсон Полок          | 27. октобар 1982.  | DY-036    | TBA                         |
| Кристал је пронашла Блејка у планинама. Сесил је примљен у болницу. Полиција је започела истрагу како би се пронашло дете. Блејк се обратио преко телевизије и понудио награду за проналажење малог Блејка. Алексис је поменула њиховог сина Адама који је отет као новорођенче. У Монтани, Мајклу Торенсу је бака на самрти рекла да је он у ствари Адам Карингтон.Прва појава Адама Карингтона. |                    |                        |                |                                                                           |                    |           |                             |
| 39 | 2                  | "Кров"                 | Гвен Арнер     | Синопсис: Едвард Де Бласио Сценарио: Ајлин и Роберт Мејсон Полок          | 3. новембар 1982.  | DY-037    | TBA                         |
| Мајкл је отишао у Денвер да сазна ко је. Алексис и Сесил су почели да праве свадбу у болници. Клаудија је нестала, а Блејк је посумњао да је она отела дете. |                    |                        |                |                                                                           |                    |           |                             |
| 40 | 3                  | "Свадба"               | Ирвинг Џ. Мур  | Синопсис: Џефри Лејн Сценарио: Ајлин и Роберт Мејсон Полок                | 10. новембар 1982. | DY-038    | 25.80                       |
| Дете је спашено од правог отмичара. Фалон је кренула да тражи посао, а Блејк јој је дао свој хотел "Ла Мирада". Она и Мајкл су се упознали не знајући да су можда брат и сестра. Мајкл је дошао код Блејка, али га је он отерао кад је рекао да је његов син. Сесил и Алексис су се венчали у болници.Последња појава Сесила Колбија. |                    |                        |                |                                                                           |                    |           |                             |
| 41 | 4                  | "Опорука"              | Гвен Арнер     | Синопсис: Кетрин Кокер Сценарио: Ајлин и Роберт Мејсон Полок              | 17. новембар 1982. | DY-039    | 19.60                       |
| Сесил је оставио све што има и друштво "Колби" Џефу и Алексис. Такође је открио игру са "Рајнвудом" Блејку током читања опоруке. Блејк је посумњао да је и Алексис умешана у то. Адам је пронашао Алексис и показао јој сребрну звечку коју је имао кад је био отет. |                    |                        |                |                                                                           |                    |           |                             |
| 42 | 5                  | "Род"                  | Ирвинг Џ. Мур  | Синопсис: Данијел Кинг Бентон Сценарио: Ајлин и Роберт Мејсон Полок       | 24. новембар 1982. | DY-040    | TBA                         |
| Алексис је дала свом новопронашлом давно-изгубљеном сину Адаму посао у друштву "Колби". Блејк је почео да верује да је Адам можда стварно његов прави син. Фалон и Адам су наставили да се мувају, не знајући да су род. Адам је био на вечери код Кристал и Блејка. Алексис је коначно упознала Кристалиног првог супруга Марка.Прва појава Семјуела Џенингса. |                    |                        |                |                                                                           |                    |           |                             |
| 43 | 6                  | "Maрк"                 | Филип Ликок    | Синопсис: Едвард Де Бласио Сценарио: Ајлин и Роберт Мејсон Полок          | 1. децембар 1982.  | DY-041    | TBA                         |
| Блејк покушава да се спријатељи са Адамом. Алексис је рекла Марку да је још увек ожењен Кристал. Марк је покушао да добије посао тениског тренера у Фалонином хотелу. Џеф се запослио у друштву "Колби". Џозеф жели да да отказ у вили како би могао да оде код своје ћерке Кирби у Француску јер има неке тешкоће. |                    |                        |                |                                                                           |                    |           |                             |
| 44 | 7                  | "Кирби"                | Ирвинг Џ. Мур  | Синопсис: Едвард Де Бласио Сценарио: Ајлин и Роберт Мејсон Полок          | 8. децембар 1982.  | DY-042    | TBA                         |
| Џозефова ћерка Кирби је дошла да живи код Карингтонових. Марк је добио посао у Фалонином хотелу. Блејк покушава да добије помоћ од конгресмена Нила МекВејна. Џефу и Адаму није лако да раде заједно. Адам се докопао отровне хемијске мешавине.Прва појава Кирби Андерс. |                    |                        |                |                                                                           |                    |           |                             |
| 45 | 8                  | "Ла Мираж"             | Ирвин Џ. Мур   | Синопсис: Стивен Блек и Хенри Стерн Сценарио: Ајлин и Роберт Мејсон Полок | 15. децембар 1982. | DY-043    | 21.30                       |
| Фалон је стигло писмо од Стивена који ради на нафтној бушотини у Индонезији. Адам је убацио отровну мешавину у фарбу за Џефову нову пословницу. Фалон је запослила Кирби као дадиљу за малог Блејка, а онда је направила велики пријем поводом отварања хотела који је преименовала у "Ла Мираж". Током пријема је Алексис спавала са Нилом МекВејном како би покушала да га одговори од помоћи Блејку. Марк је рекао Кристал да су још законски у браку. Адам се набацивао Кирби, а Џеф ју је извукао.                                                               |                    |                        |                |                                                                           |                    |           |                             |
| 46 | 9                  | "Акапулко"             | Филип Ликок    | Синопсис: Ли Маркус Сценарио: Ајлин и Роберт Мејсон Полок                 | 22. децембар 1982. | DY-044    | TBA                         |
| Џефа су почеле да хватају вртоглавице и да се види утицај отровне боје. Џозеф је рекао Кирби да пусти Џефа. Кристал је отишла у Акапулко да види шта се стварно десило са хартијама за развод њеног брака са Марком, а Блејк је кренуо са њом. Нафтна бушотина на којој је Стивен радио је пукла. |                    |                        |                |                                                                           |                    |           |                             |
| 47 | 10                 | "Медаљон"              | Џером Куртленд | Синопсис: Дик Нелсон Сценарио: Ајлин и Роберт Мејсон Полок                | 29. децембар 1982. | DY-045    | 21.20                       |
| Породица је обавештена да је нафтна бушотина на којој је Стивен радио пукла. Блејк је отишао да га тражи са Алексис која се сама позвала. Отац Семи Џо Френк се вратио у Денвер да покупи њен део из Стивенове заоставштине. Марк је наставио да позива Кристал која покушава да га избаци из свог живота. |                    |                        |                |                                                                           |                    |           |                             |
| 48 | 11                 | "Потрага"              | Алф Кџелин     | Синопсис: Едвард Де Бласио Сценарио: Ајлин и Роберт Мејсон Полок          | 5. јануар 1983.    | DY-046    | TBA                         |
| Алексис и Блејк су наставили да траже Стивена по Индонезији, али су пронашли доказе да би могао да буде мртав. Блејк је одбио да поверује у то па је унајмио видовњака да помогне. Џеф се разболео због фарбе у својој пословници. Кирби је признала Џефу да га воли, али је он због тровања мислио да је она Фалон. Користећи стање у своју корист, Адам је натерао Кирби да спава са њим. Марк је платио Френку да напусти град. |                    |                        |                |                                                                           |                    |           |                             |
| 49 | 12                 | "Саманта"              | Боб Свини      | Синопсис: Едвард Де Бласио Сценарио: Ајлин и Роберт Мејсон Полок          | 12. јануар 1983.   | DY-047    | 22.90                       |
| Блејк је наставио своју потрагу за Стивеном, мада се нико други не нада више. Како би покушао да придобије Блејкову наклоност, Адам му је пружио подршку. Блејк је одбио да оде на помен који је Алексис направила за Стивена. Кад је Кристал одбила Марково набацивање, Алексис га је завела. Фалон се помирила са Кристал. Семи Џо се вратила у вилу Карингтонових са изненађењем: Стивеновим сином Денијем. |                    |                        |                |                                                                           |                    |           |                             |
| 50 | 13                 | "Дени"                 | Алф Кџелин     | Синопсис: Дик Нелсон Сценарио: Ајлин и Роберт Мејсон Полок                | 19. јануар 1983.   | TBA       | 21.80                       |
| Семи Џо хоће новац како би остала у Денверу иначе ће дати Денија на усвајање. Алексис је замолила Марка да остане јер јој треба па су започели везу. Блејк и Кристал су пристали да усвоје Денија, а Семи Џо је отишла у Њујорк како би се бавила манекенством. Алексис се томе успротивила па је понудила више новца Семи Џо за Денија, али није успела. Џефу се све више привиђа. Стивен се пробудио у Сингапуру и открио је да се опоравља од пластичне операције.                                                                                                 |                    |                        |                |                                                                           |                    |           |                             |
| 51 | 14                 | "Лудило"               | Ирвинг Џ. Мур  | Синопсис: Стивен Кендел Сценарио: Ајлин и Роберт Мејсон Полок             | 26. јануар 1983.   | DY-049    | 22.90                       |
| Џеф је постао све насилнији и насилнији због реаговања на отровна испарења у пословници. Он је видео Фалон како се мува са Марком па је постао љубоморан и покушао да је задави, али ју је Марк одбранио. Адам је покушао да нахушка Блејка и Џефа једног на другог како би задобио деонице "Денвер−Карингтона". Остао је присиљена да укључи Алексис у план и отровна испарења у Џефовој пословници. Кад је она обила да прихвати то, он ју је уценио запретивши јој да ће рећи свима да је она то смислила.                                                         |                    |                        |                |                                                                           |                    |           |                             |
| 52 | 15                 | "Два лета за Хаити"    | Џером Куртленд | Синопсис: Едвард Де Бласио Сценарио: Ајлин и Роберт Мејсон Полок          | 2. фебруар 1983.   | TBA       | 26.30                       |
| Блејк жели да му се објасни Џефово понашање. Фалон је одлетела на Хаити да се разведе од Џефа. Адам покушава да убеди Алексис да Џефов живот није у опасности. У свом збуњеном стању ума, Џеф је преписао своје гласачко место и деонице малог Блејка у "Денвер−Карингтону" Алексис што јој је дало моћ да управља Блејковим друштвом. На тенису са Марком, Џеф се онесвестио па је пребачен у болницу. Кристал сумња да Алексис зна нешто о Џефовој болести. |                    |                        |                |                                                                           |                    |           |                             |
| 53 | 16                 | "Огледало"             | Филип Ликок    | Синопсис: Едвард Де Бласио Сценарио: Ајлин и Роберт Мејсон Полок          | 16. фебруар 1983.  | DY-051    | TBA                         |
| Адам је одлучио да поново окречи Џефову пословницу, али овог пута да уништи штетне доказе. Марк је отишао за Фалон на Хаити и покушао је да је развесели. Стивену који и даље верује да је Бен Рејнолдс су скинути завоји па је по први пут видео своје ново лице. Алексис је добила већину гласова за удруживање "Денвер−Карингтона" и друштва "Колби". Блејк је открио да је Џеф отрован. |                    |                        |                |                                                                           |                    |           |                             |
| 54 | 17                 | "Борбени редови"       | Џером Куртленд | Синопсис: Дик Нелсон Сценарио: Ајлин и Роберт Мејсон Полок                | 23. фебруар 1983.  | DY-052    | 20.90                       |
| Блејк очајнички тражи начин да спречи Алексис да преузме "Денвер−Карингтон". Алексис жели да одведе Џефа у Швајцарску болницу, али се лекари и Блејк томе противе. Џеф се вратио у вилу Карингтонових, а Кирби му је поново признала да га воли. Фалон и Марк су се вратили са Хаитија. Семи Џо је пристала на Денијево усвајање. |                    |                        |                |                                                                           |                    |           |                             |
| 55 | 18                 | "Окупљање у Сингапуру" | Гвен Арнер     | Синопсис: Едвард Де Бласио Сценарио: Ајлин и Роберт Мејсон Полок          | 2. март 1983.      | DY-053    | TBA                         |
| Блејк је одлетео у Сингапур да види ко је преживели и препознао је синовљеве очи. Џеф се покајао због продаје деоница Алексис и хоће да му се врате. Адам је одвео Кирби на пословни пут, али ју је Џеф спасио од Адамових насртаја и запросио. Алексис је остала повређена кад је схватила да се Фалон свиђа Марк. |                    |                        |                |                                                                           |                    |           |                             |
| 56 | 19                 | "Очеви и синови"       | Џером Куртленд | Синопсис: Едвард Де Бласио Сценарио: Ајлин и Роберт Мејсон Полок          | 9. март 1983.      | DY-054    | 22.50                       |
| Стивен не би да се врати кући, али га је Блејк наговорио да се врати. Кад се вратио у Денвер, Стивен је упознао свог брата Адама и сина Денија. Џеф и Кирби су одлетели у Рено да се венчају. Марк и Фалон су одлучили да наставе своју везу. |                    |                        |                |                                                                           |                    |           |                             |
| 57 | 20                 | "Долази млада"         | Филип Ликок    | Синопсис: Дик Нелсон Сценарио: Ајлин и Роберт Мејсон Полок                | 16. март 1983.     | DY-055    | 25.20                       |
| Џозеф је бесан због Џефове и Кирбине свадбе, а и Алексис је забринута. Стивен је отишао у Њујорк да се нађе са Семи Џо и да је убеди да се врати у Денвер са њим, али је она одбила. Алексис хоће да се Адам спријатељи са својим братом Стивеном. |                    |                        |                |                                                                           |                    |           |                             |
| 58 | 21                 | "Гласање"              | Глин Р. Турман | Синопсис: Едвард Де Бласио Сценарио: Ајлин и Роберт Мејсон Полок          | 23. март 1983.     | DY-056    | 22.00                       |
| Алексис је присилила на удруживање друштва "Колби" и "Денвер−Карингтона" на састанку одбора. Блејк је пристао, али да би остао у одбору да може да надгледа Алексис. Стивен је унајмио заступника како би се развео од Семи Џо па је прихватио понуду за посао од Алексис. Кирби сумња да се Џеф и Фалон поново заљубљују. Алексис покушава да раздвоји Фалон и Марк и да уништи углед сенатору МекВејну који је поново помогао Блејку обустављајући удруживање. |                    |                        |                |                                                                           |                    |           |                             |
| 59 | 22                 | "Вечера"               | Филип Ликок    | Синопсис: Едвард Де Бласио Сценарио: Ајлин и Роберт Мејсон Полок          | 6. април 1983.     | DY-057    | 22.50                       |
| Кристал је направила вечеру како би измирила Блејка и Стивена. Алексис је полудела због тога па се побринула да Стивен не дође на вечеру. Кирби је навалила да се Џеф одсели из виле Карингтонових. Блејк је дошао до важне ствари у послу па држи кеца у рукаву против Алексис. Стивен је посетио Клаудију у болници. Фалон је остала повређена кад јој је Алексис рекла за своју везу са Марком. |                    |                        |                |                                                                           |                    |           |                             |
| 60 | 23                 | "Претња"               | Боб Свини      | Синопсис: Едвард Де Бласио Сценарио: Ајлин и Роберт Мејсон Полок          | 13. април 1983.    | DY-058    | 23.20                       |
| Семи Џо је притсала на развод и дала је старатељство над Денијем Стивену. Он је однео Денија кући, а његов заступник Крис Диган је открио да је педер. Фалон је рекла Алексис да би Кристал била боља мајка због чега је Алексис изазвала Кристал на тучу на језерцету. Блејк их је раздвојио, али се Кристал спремила и одеслила у "Ла Мираж". Кирби је трудна, а Алексис је запретила Џозефу да ће рећи Кирби истину о мајци. Каријера сенатора МекВејна је уништена због чланка који је објавила Алексис. Он је у очају кренуо да је дави, али ју је Блејк спасио. |                    |                        |                |                                                                           |                    |           |                             |
| 61 | 24                 | "Брвнара"              | Ирвинг Џ. Мур  | Синопсис: Едвард Де Бласио Сценарио: Ајлин и Роберт Мејсон Полок          | 20. април 1983.    | DY-059    | 27.30                       |
| Крис се уселио код Стивена, а Блејк је дошао док је он чувао Деније. Блејк се наљутио па је одлучио да се бори за старатељство над Денијем. Потресена Кирби је открила да је Адам отац њеног детета. Фалон је открила појединости Адамовог првог заступничког случаја, случаја тровања хемикалијама, и приметила је сличности са стањем са Џефом. Алексис је намамила Кристал у викендицу и понудила јој милион долара да остави Блејка. У међувремену, неко је подметнуо пожар у викендициа Алексис и Кристал су остале заробљене унутра.                            |                    |                        |                |                                                                           |                    |           |                             |

## Пријем
У трећој сезони, Династија је завршила на 5. месту по гледаности у Сједињеним Државама са просечним бројем гледалаца од 22,4 милиона.